# Sabato
Sabato is een Belgisch weekblad, uitgegeven door Mediafin. Het luxemagazine verschijnt zowel in het Nederlands als het Frans, bij respectievelijk de kranten De Tijd en L'Echo. In 2021 had Sabato een oplage van ongeveer 88.000 exemplaren, en een bereik van 130.000 lezers. In 2012 had het magazine een oplage van een kleine 68.000 exemplaren.
Het magazine verschijnt sinds 2008 elke zaterdag, behalve in de zomermaanden juli en augustus. Sinds 2012 produceert het magazine jaarlijks een Knokkespecial, en sinds 2019 verschijnt er eveneens een zomerspecial. In 2013 werden 7.500 exemplaren van de Parijsspecial exclusief verdeeld in de eerste klasse-coupés van de Thalystreinen tussen Brussel en Parijs. In 2014 kreeg het magazine haar eigen website. Sabato Select, de wekelijkse online nieuwsbrief, verscheen voor het eerst in 2019. In 2020 kreeg het magazine een volledig nieuwe lay-out.
In 2021 werd het magazine genomineerd voor een AMMA Award in de categorie Media Brand of the Year, naast Vice, VTM, LN24 en RTL. Een jaar later werd het magazine voor dezelfde prijs opnieuw genomineerd, ditmaal naast moederkrant De Tijd en RTL Play, het streamingplatform van RTL.
In 2010 werd Jan Lodewyckx eindredacteur van het magazine, na eerder al eindredacteur van Trends en hoofdredacteur van Gentlemen te zijn. Gerda Ackaert was van 2007 tot 2024 hoofdredactrice van het magazine. In 2024 werd zij vervangen door An Bogaerts.  In 2017 werd Isabel Albers redactiedirecteur.
In april 2025 werd Sabato door een internationale vakjury uitgeroepen tot "European Magazine of the Year".